# Halam (Nottinghamshire)
Pour les articles homonymes, voir Halam.
Halam est un village du Nottinghamshire, en Angleterre.